# Öömrang

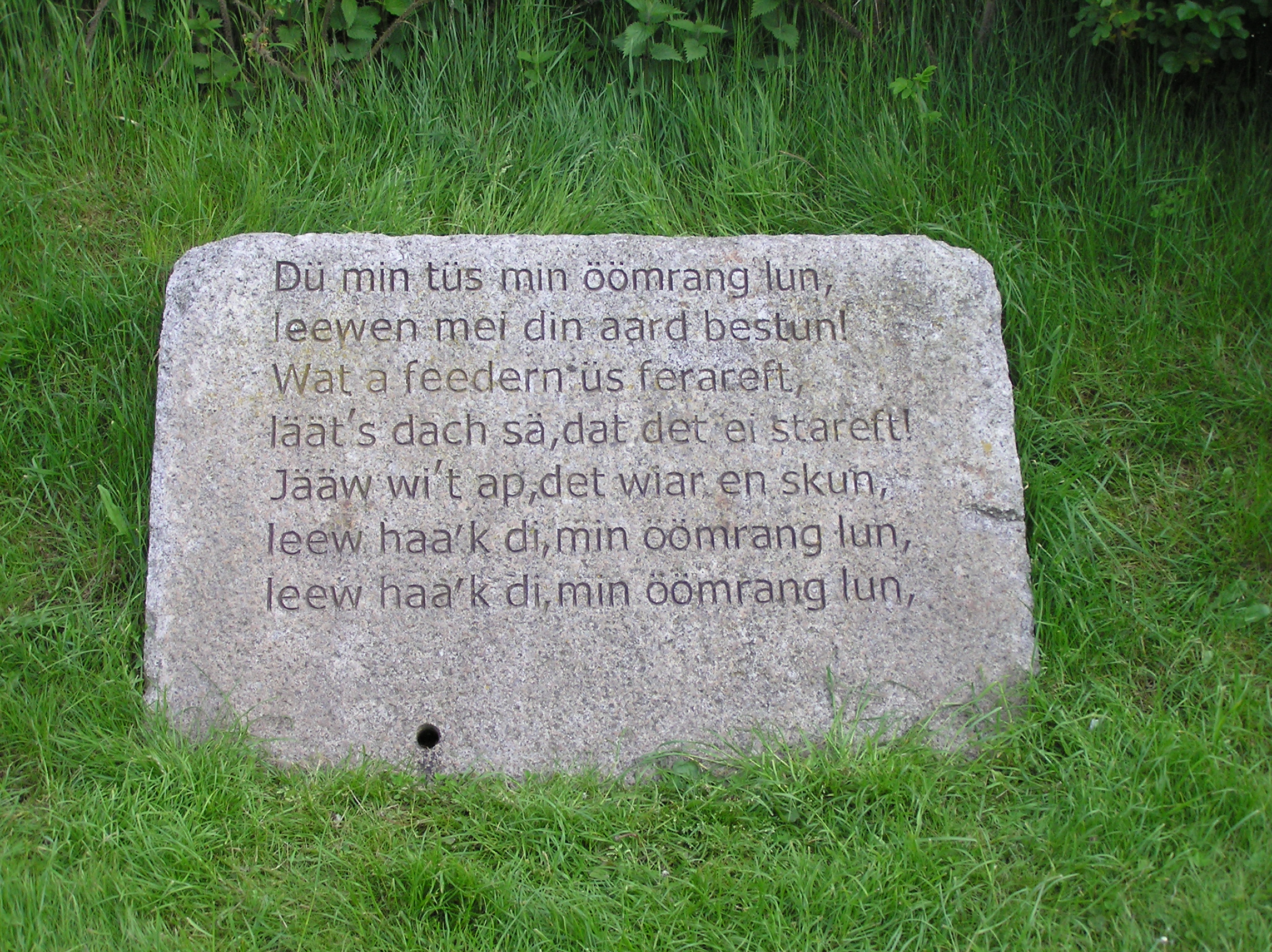
Inscripció en öömrang

Öömrang és el dialecte del frisó septentrional parlat a l'illa d'Amrum a la regió Frísia Septentrional (administrativament Districte de Nordfriesland, estat de Slesvig-Holstein). Öömrang es refereix al nom frió d'Amrum, Oomram. Juntament amb el fering, söl'ring, i helgolandès forma part del grup de dialectes insulars del frisó septentrional, i és molt similar al fering. L'Öömrang és parlat per prop d'un terç dels 2.300 habitants d'Amrum.

## Característiques
- Diferenciació entre les vocals llargues i curtes amb la duplicació de la vocal (per exemple, lun [terra, país] i skuul [escola])
- L'ús de nombrosos diftongs i un triftong, "uai" (per exemple, spuai [dir la veritat])
- L'ús freqüent de la dièresi
- La "w" final es pronuncia com una "u" curta (per exemple, Leew [estimat, dolç])
- La "r" és vibrant alveolar sonora (com en italià).